# Porzucenie Ariadny
Porzucenie Ariadny Op.98, lub Opuszczenie Ariadny (fr. L’abandon d’Ariane, niem. Die Verlassene Ariadne) – opéra-minute, krótka, jednoaktowa forma operowa z muzyką Dariusa Milhauda, do której libretto oparte na mitologii greckiej napisał w wersji francuskiej Henri Hoppenot. Całość dzieła trwa około 6-7 minut. Światowa prapremiera utworu odbyła się 20 kwietnia 1928 w Staatstheater w Wiesbaden.

## Osoby i głosy
- Ariadna, księżniczka kreteńska, córka Minosa i Pazyfae – sopran
- Fedra, jej młodsza siostra – sopran
- Tezeusz, ateński heros – tenor
- Dionizos, grecki bóg urodzaju i winnej latorośli – baryton
- Chór Zatopionych Żeglarzy – tenor, baryton, bas
- Chór Cygańskich Bachantek – sopran, mezzosopran, alt

## Treść
Dionizos, bóg winnej latorośli, zakochany jest w księżniczce Ariadnie. Ta jednak kochając herosa Tezeusza i oczekując swojego ukochanego na plaży w Naksos obawia się, że została zdradzona. Dzielny heros jest obiektem westchnień także młodszej z sióstr, Fedry. Wezwany na pomoc, żeby uspokoić gniew Ariadny, Dionizos zjawia się w żebraczym przebraniu. Przybywa także i sam heros, którego bóstwo upaja winem. Bohater wierny swej ukochanej przybył zabrać ją z Naksos, jednak w swym zamroczeniu myli Ariadnę z jej młodszą siostrą i odpływa właśnie z Fedrą. Zrozpaczona i porzucona Ariadna zostaje jednak zamieniona mocą Dionizosa w gwiazdę, za co chór sławi samo bóstwo.

## Komentarz

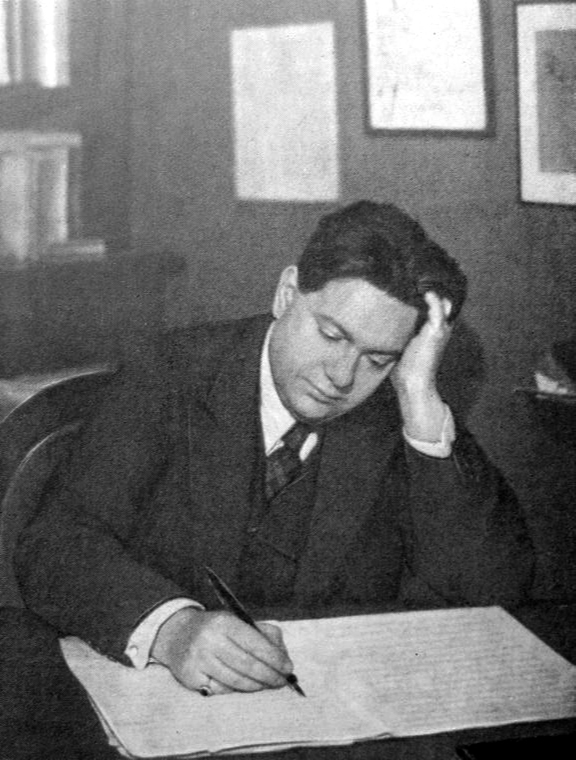
Darius Milhaud, Paryż (ok. 1926)

Opera powstała jako druga z cyklu trzech krótkich opartych na wątkach mitologicznych dzieł Dariusa Milhauda na zamówienie Emila Hertzki, który zamówił dwie z nich (pierwsza powstała na zamówienie Paula Hindemitha). Bywa wystawiana najczęściej wraz z innymi, podobnie krótkimi formami operowymi: Porwaniem Europy (L’Enlèvement d’Europe) trwającym około 9. minut i Wyzwoleniem Tezeusza (La Délivrance de Thésée), trwającym około 10. minut. Te krótkie utwory można traktować jako formę odpowiedzi Milhauda na postwagnerowski gigantyzm. Wykraczają one jednak daleko ponad i poza formę tylko muzycznego żartu. Kompozytor wraz z librecistą zadbali tutaj o dopracowanie szczegółów. Harmonika jest bitonalna, nową rolę otrzymała też tutaj perkusja. Podobnie jak w prawdziwej antycznej tragedii proporcjonalnie znaczącą rolę odgrywa też chór.
Premiera Porzucenia Ariadny miała miejsce 20 kwietnia 1928 r. w Wiesbaden razem z Wyzwoleniem Tezeusza, dyrygował Joseph Rosenstock. Autorem niemieckiej wersji językowej Die Verlassene Ariadne był Rudolph Stephan Hoffmann.